# Sắt(III) chloride
Sắt(III) chloride là một chất có công thức hóa học là FeCl3. Dạng khan là những vẩy tinh thể màu vàng nâu hoặc phiến lớn hình 6 mặt; nóng chảy và phân huỷ ở 306 °C (583 °F; 579 K). Sắt(III) chloride tan trong nước, etanol, ete và glixerin.

## Điều chế
Sắt(III) chloride được điều chế bằng cách cho clo tác dụng lên sắt(II) sunfat (FeSO4) hoặc sắt(II) chloride (FeCl2).

## Ứng dụng
Sắt(III) chloride được dùng làm tác nhân khắc axit cho bản in khắc; chất cầm màu; chất xúc tác trong tổng hợp hữu cơ; chất làm sạch nước; dùng trong nhiếp ảnh, y học,..

## Hợp chất khác
FeCl3 còn tạo một số hợp chất với NH3, như:
- FeCl3·NH3 – chất rắn màu đỏ;[3]
- FeCl3·6NH3 – bột màu cam nâu, dễ bị phân hủy bởi nước, CAS#: 23408-42-6;[4]
- FeCl3·12NH3 – chất rắn màu trắng.[5]

FeCl3 còn tạo một số hợp chất với N2H4, tạo phức FeCl3·xN2H4 có màu nâu, dễ bị khử thành FeCl2·2N2H4.
FeCl3 còn tạo một số hợp chất với NH2OH, như FeCl3·xNH2OH (x ≈ 0,2585?) là chất rắn màu nâu.
FeCl3 còn tạo một số hợp chất với CO(NH2)2, như FeCl3·6CO(NH2)2·3H2O là tinh thể trắng.